# Belote contrée
La belote contrée, ou tout simplement la contrée, est une variante de la belote.Elle se distingue de la coinche par l'absence des enchères « tout atout » et « sans atout ».

## Origine
La contrée se joue plus particulièrement dans le Midi de la France. Son nom vient de ses enchères particulières, « contré » et « surcontré ».

## Règles de base

### Généralités
Les règles officielles de la belote contrée sont définies par la Fédération Française de Belote.
La contrée se joue à quatre joueurs avec un jeu de 32 cartes. Le jeu oppose deux équipes composées chacune de deux joueurs placés face à face. Tout se fait dans le sens contraire des aiguilles d’une montre (distribution, enchères, jeu). Une partie se joue en plusieurs manches afin d’atteindre un nombre de points déterminés au préalable, généralement trois mille.

### Valeur des cartes
La valeur des cartes est différente selon que la série est celle de « l’atout » ou pas.
- Pour une série différence de celle de l’atout, voici l’ordre et la valeur des cartes, de la plus forte à la moins forte :
  - As (11 points), 10 (10 points), roi (4 points), dame (3 points), valet (2 points), 9 (0 point), 8 (0 point) et 7 (0 point).
- Pour la série de l’atout, voici l’ordre et la valeur des cartes, de la plus forte à la moins forte :
  - Valet (20 points), 9 (14 points), as (11 points), 10 (10 points), roi (4 points), dame (3 points), 8 (0 point) et 7 (0 point).
  - La somme totale des cartes est donc de 152 (62 points pour la série qui joue le rôle de l’atout, et 3 fois 30 points pour les trois autres séries.)

Le fait de remporter le dernier pli de la donne apporte un bonus de 10 points supplémentaires (les "dix de der"). Ainsi, la somme totale des points du jeu est donc de 162.
20 points supplémentaires sont rajoutés si une équipe annonce belote et rebelote.
| Série              | Carte              | Valeur                                                                |
| ------------------ | ------------------ | --------------------------------------------------------------------- |
| Série atout        | Valet              | 20 points                                                             |
| Série atout        | 9                  | 14 points                                                             |
| Atout et non-atout | As                 | 11 points                                                             |
| Atout et non-atout | 10                 | 10 points                                                             |
| Atout et non-atout | Roi                | 4 points                                                              |
| Atout et non-atout | Dame               | 3 points                                                              |
| Série non-atout    | Valet              | 2 points                                                              |
| Série non-atout    | 9                  | 0 point                                                               |
| Atout et non-atout | 8                  | 0 point                                                               |
| Atout et non-atout | 7                  | 0 point                                                               |
| Total points       | Somme des cartes   | 152 points (62 points pour l’atout, 90 points pour les autres séries) |
| Bonus              | Dernier pli        | 10 points supplémentaires                                             |
| Bonus              | Belote et rebelote | 20 points supplémentaires                                             |

### Distribution
Au début de la partie, le premier donneur est tiré au sort de la façon suivante : Une personne de chaque équipe tire une carte au hasard dans le jeu étalé face cachée au milieu de la table. Le joueur ayant tiré la plus petite carte donne. La couleur des cartes n'a pas d'importance. L'ordre des cartes à suivre, par ordre décroissant est le suivant : As, Roi, Dame, Valet, 10, 9, 8, 7. En cas d'égalité, un nouveau tirage a lieu.
Aux tours de distribution suivants, c'est toujours le joueur placé à la droite du précédent donneur qui effectue la distribution.
Les cartes doivent être mélangées ou non, à la discrétion du donneur. Avant la distribution, le joueur placé à la gauche du donneur coupe. Toutes les cartes sont distribuées (8 par joueur) par deux ou par trois, toujours en trois tours :
- 3 cartes, puis 2 cartes, puis 3 cartes.
- 3, puis 3, puis 2.
- 2, puis 3, puis 3.

### Cas spécial
Dans le cas où l'un des joueurs, à la fin de la donne, ne possède pas plus de 10 points, les cartes sont redistribuées sans changer de donneur.
Ce cas particulier n'est pas appliqué dans toutes les variantes des règles, mais est souvent utilisé dans le sud de la France.

### Enchères
Une fois que l’on a son jeu en main commence la phase des enchères, cruciale pour la suite du jeu. Le joueur assis à la droite du donneur fait une enchère en désignant clairement le nombre de points qu’il engage son équipe à obtenir, et la série qu’il souhaite voir choisie pour être l’atout.
L’enchère doit être comprise entre 80 et 160, doit être un multiple de 10 et doit être supérieure à l'enchère précédente.
En lieu et place d’un nombre de points, il est possible à tout moment d’annoncer que son équipe remportera les huit plis. Cela se fait en prononçant le mot "capot", toujours suivi de la série qu’on souhaite voir choisir pour être l’atout.
Il n’existe pas d’enchère supérieure au capot ; dès lors l’équipe adverse ne peut plus que passer ou contrer.
La manière d’annoncer son contrat doit toujours être la même. On annonce d’abord la valeur du contrat (80, 90,100…), puis la série (pique, cœur…), par exemple « 90 cœur ». Les locutions du type « 20 de mieux », « 10 de plus », sont à éviter. Il est impossible de surenchérir sur soi-même. Le tour d'enchères prend fin lorsqu'il revient à la dernière personne ayant fait une annonce, autre que « je passe ».
La plupart des joueurs appliquent des conventions d’annonces lors de cette phase, ce qui constitue un « code » de communication entre partenaires (voir le paragraphe conventions, ci-dessous).
Un joueur peut contrer une enchère adverse, ce qui signifie qu’il met en doute la capacité de son adversaire à réaliser son contrat. Pour ce faire, il doit prononcer les mots « Je contre » ou « Contré ».
Selon les conventions variables, à définir avant l'entame de la partie, on peut contrer à la volée ou lorsque c’est à son tour de parler (dans les concours le contre à la volée est souvent banni). Le fait de contrer fige le contrat, empêchant ainsi toute possibilité de surenchère à l'exception du surcontre. Dans le cas d'un contre, seuls les joueurs de l'équipe contrée sont amenés à parler à leur tour, en passant ou surcontrant

#### Bases
- La première enchère doit être au minimum de 80 points, les surenchères sont obligatoirement des multiples de 10, l'enchère la plus grande (hormis le capot) est 160.
- Si un joueur ne peut rien annoncer, il « passe ».
- Les enchères se terminent lorsque, à la suite d'une enchère, les trois joueurs suivants passent.
- Si un des adversaires, dont c'est au tour de parler, pense que l’enchère annoncée ne sera pas réalisée, il peut « contrer » (parier que le contrat ne sera pas réalisé). À ce moment-là, les enchères s'arrêtent à l'exception toutefois du « surcontrer » (parier malgré tout que le contrat sera réalisé) que peut demander l'équipe ayant annoncé.
- Si l’on pense réaliser tous les plis de la manche, on peut également annoncer « capot ». C’est l’enchère la plus élevée, et plus aucune ne pourra être faite ensuite, sauf par l’équipe adverse qui peut « contrer » et éventuellement une annonce de « surcontre ».
- Si aucune enchère n'est proposée par l'un des quatre joueurs, les cartes sont ramassées, une nouvelle donne est réalisée  par le joueur placé à la droite du précédent donneur.
- Il n'y a pas de règles générales concernant l'annulation d'une mène, pour quelque cause que ce soit (carré de 7, 8, nombre de points insuffisants).

#### Conventions
Il y a principalement deux façons d’annoncer à la contrée : les annonces « petit jeu » ou les annonces « aux as ».

##### Annonces petit jeu
- Si vous ne connaissez pas le sujet, laissez ce bandeau (vous pouvez alors contacter les auteurs).
- Si vous supprimez le contenu mis en cause (vous pouvez préalablement contacter les auteurs),

argumentez précisément cette suppression dans la page de discussion
(un manque de référence n'est pas un argument ; une recherche réelle de référence doit avoir été effectuée, être formellement documentée).
- Annoncer 80 et une série signifie qu’on a le valet ou le neuf dans cette série(il manque l’un des deux) et au moins une autre carte dans cette série. Un as d’une autre série est également le bienvenu. À cette annonce, le partenaire ne répond que s’il a le valet ou neuf manquant (il rajoute alors 10 points à l’annonce de son partenaire), et pourra ajouter ses éventuels points supplémentaires (as, belote). S’il n’a pas la carte manquante, il passe ou fait une annonce dans la série qu’il souhaite, s’il s’y sent plus fort.
- Annoncer 90 et une série signifie qu’on a le valet et le neuf dans cette série, au moins une autre carte. (Et potentiellement un ou deux plis maîtres dans d’autres séries). À cette annonce, le partenaire pourra rajouter ses points éventuels (as, belote). Une autre école consiste à annoncer 90 lorsque le joueur n'a pas forcément le 9 et le valet mais deux As (ainsi qu'un minimum d'atouts).
- Annoncer 100 et une série signifie qu’on a le 34 (le valet et le neuf en référence à la somme de leurs points) dans cette série plus deux autres cartes, ainsi qu’un as d’une autre série. Il est possible d’annoncer 100 et une série si on possède le valet le neuf et l'as dans cette série. À cette annonce, le partenaire pourra rajouter ses points éventuels (as, belote).
- Annoncer 110 et une série signifie la possession du 34 et de deux autres cartes dans cette série, et au moins deux as dans une autre série. À cette valeur, le joueur qui annonce est en position de faire tomber tous les atouts et de faire au minimum deux plis maîtres. À cette annonce, le partenaire pourra rajouter ses points éventuels (as, belote).
- Annoncer 120 et une série signifie que l’on est bicolore, la série qu’on annonce étant celle qui est forte si elle devient l’atout ; le joueur a, bien sûr, le valet et le neuf de cette série dans son éventail. À cette annonce, le partenaire ne rajoute dix points que s’il a tous les as des autres séries.
- Une annonce de 130 ou supérieure signifie que l’on est proche de pouvoir réaliser un capot, mais que certains plis restent incertains ; un pli non fait peut être considéré comme totalisant entre 20 et 30 points.

##### Annonces aux as
La technique dans l’annonce « aux as », est la suivante :
- Annoncer 80 lorsque l'on a au minimum 2 as. À ce niveau il y a des variantes. La première est qu'on annonce systématiquement même si on n'a pas de quoi assurer le contrat. À ce moment-là, le partenaire doit obligatoirement changer la couleur sauf s'il peut lui-même assurer le contrat initial. Dans la seconde variante appelée « 80 pour les faire », le joueur annonçant 80 est censé avoir de quoi réaliser le contrat demandé.
- Annoncer 90 lorsque l'on a soit le valet et deux autres cartes (valet troisième), soit le 9 et trois autres cartes (neuf quatrième) ; chacune de ces possibilités associée à au minimum un as qui n'est pas dans la couleur choisie. C'est ce qu'on nomme le « petit jeu ». À cette annonce le partenaire répondra 10 pour indiquer qu'il a le valet ou le neuf (généralement le preneur a l'autre carte et si ce n'est pas le cas c'est qu'il est alors assez fort pour prendre ce risque) ou directement 20 s'il a le neuf second (important pour pouvoir défausser sur le valet du preneur et jouer le neuf au second tour d'atout afin de prendre la main) et un as (qu'il pourra alors jouer en toute sécurité). Si le partenaire n'a donné que 10 points et que le preneur le redemande (ou si l'adversaire surenchère), le partenaire donnera alors 10 points par as au second tour. Et selon les circonstances il pourra éventuellement redonner 10 au troisième tour pour indiquer qu'il a trois atouts ou la belote.
- Annoncer 100 lorsqu'on a valet, neuf, as et une quatrième atout dans la couleur demandée. Plus un accès aux trois autres couleurs (ce qui lui permettra alors d'accéder aux as éventuels de son partenaire). C'est ce qu'on nomme le « maître à l'atout » puisqu'avec ces troits atouts maitres on ramasse tous les autres atouts des adversaires (sauf dans le cas exceptionnel où l'un des adversaires possède les quatre autres atouts). Certains puristes exigent que le quatrième atout soit impérativement un dix ce qui lève définitivement le risque mais les chances d'avoir un tel jeu (comparativement aux chances, quand on ne l'a pas, que l'adversaire ait justement les quatre autres atouts dont ce dix) étant très faibles, beaucoup de joueurs refusent cette exigence. À cette annonce le partenaire pourra répondre immédiatement 10 points par as (puisqu'il sait son partenaire pouvoir y venir), ou même, selon les circonstances (par exemple si le preneur est aussi le premier en carte) 10 points par levées assurées (exemple 30 pour as, dix et roi) ce qui donne alors de grandes chances de pouvoir annoncer et réussir un capot.
- Annoncer 110 lorsqu'on est maître à l'atout et qu'il manque une couleur dans la main (ce manque permettant alors de couper éventuellement un des as des adversaires). Ça évite aussi au partenaire d'avoir à répondre s'il n'a qu'un seul as en main (as bien souvent dans la couleur absente). À cette annonce, le partenaire ne pourra répondre que s'il a au-moins deux as.
- Annoncer 120 lorsqu'on est maître à l'atout avec seulement 2 couleurs « 120 bicolore ». Jeu souvent solitaire, les chances que le partenaire puisse répondre restant très faible.

Cette convention offre l'avantage d'indiquer à son partenaire à la fois le jeu à l'atout (on a généralement le valet ou le neuf) et aussi les as potentiels ce qui offre beaucoup de souplesse dans les réponses possibles. Et dans le cas malheureux ou l'adversaire remporte quand-même les enchères, cette information sur les as peut aussi se révéler importante dans la façon de défendre.

##### Autres annonces petit jeu à 80
Comme l'annonce à 80 est la plus faible, il arrive souvent qu'un joueur annonce 80 sans avoir ni le valet ni le 9, par exemple s'il dispose de beaucoup de cartes dans une série et/ou de plusieurs as dans une autre. L'exemple le plus frappant est d'imaginer un joueur possédant six cartes d’une même série, mais pas le valet ni le neuf, et deux as dans deux autres séries. Il peut aisément annoncer 80 et la série correspondante pour l’atout.

### Déroulement de la partie
Une fois les enchères terminées, le joueur placé à la droite du donneur (c’est-à-dire celui qui a commencé les enchères) pose la première carte du pli. Cette carte indique la série demandée. Selon que le joueur fait partie de l’équipe attaquante (celle qui a remporté les enchères) ou de l’équipe de défense (l’équipe adverse), il joue de manière différente :
- S’il se trouve dans l’équipe attaquante, son but est de faire tomber les atouts pour ensuite jouer ses cartes maitresses en sécurité. Il commence donc par mettre un atout, en général le plus fort possible dans l’espoir de ‘capturer’ une forte carte à l’adversaire.
- S’il se trouve dans l’équipe de défense, soit il joue ses cartes maîtresses, soit il tente de se créer une coupe (jouer une carte seule dans sa couleur) pour sauver un atout avant que les adversaires ne prennent la main.

Les joueurs suivants sont obligés de jouer à la couleur demandée. (c’est-à-dire : de poser une carte de la même série que la première sur le tapis.)
- Si un joueur n’a pas la série demandée il est obligé de couper[N 2].
- Toutefois, si un joueur n’a pas la série demandée et que son partenaire est maître[N 3] à la série demandée (c'est-à-dire que le partenaire n'a pas coupé), il a la possibilité de se défausser[N 4].
- Si, après lui, un autre joueur n’avait pas la série demandée, il serait obligé de surcouper s’il en a la possibilité, ou de se défausser s’il n’a pas d’atout plus fort.

Si la série demandée est celle de l’atout, les joueurs sont obligés de monter à l’atout.
Pour remporter le pli, il faut avoir mis la carte la plus forte de la série demandée sans avoir été coupé, ou avoir été le joueur qui a coupé le plus haut (l’atout est la série la plus forte du jeu).
Chaque équipe fait un tas des cartes qu’elle remporte. Seul le dernier pli peut être consulté.
Lorsque la manche est terminée, les points sont comptés.

### Décompte des points
Il existe plusieurs manières de faire le décompte des points. Ces règles changent selon les joueurs qui doivent, avant chaque début de partie, convenir d'une manière de compter les points.
Le décompte aux points faits, et celui aux points annoncés sont les plus pratiqués.

#### Décompte aux points faits
Chaque équipe compte le nombre de points réalisés lors de la manche. Au total des plis sont rajoutés l’éventuel 10 de der (10 points) et l’éventuelle belote (20 points).
- Pour réaliser son contrat, l’équipe preneuse doit réaliser au minimum le nombre de points annoncés.

Exemple : si une équipe a annoncé 100 points et qu’elle fait 99, elle chute. Si elle réalise 104 points, le total des plis est arrondi à 100.
- Si l’équipe a réussi son contrat, on additionne les points réalisés à la valeur du contrat et on arrondit[N 6] le tout.

Exemple : contrat 80 points. L’équipe preneuse réalise avec ses plis 78 points, et elle a le 10 de der mais pas la belote. Elle marque donc 78+10 (son contrat est réussi) + 80 = 168 arrondi à 170. L’équipe de défense (qui avait la belote) marque 162-88 (ou 152-78) =  74 + 20 = 94 arrondi à 90.
- Si une équipe ne réalise pas son contrat, l'équipe adverse obtient la somme de la valeur du contrat, du nombre de points dans les jeux arrondis (160 - le jeu total représente 162 points - dix de der inclus), et de la belote (qu'elle appartienne ou non à l'équipe adverse).

Exemple : contrat 90 points. L'équipe preneuse réalise avec ses plis 64 points (10 de der inclus) et possède la belote, ce qui fait 84, le contrat est échoué. L'équipe adverse obtient 90+160+20 = 270 points.
- Contrairement à la belote, il n’est pas nécessaire de faire plus de points que son adversaire pour remporter la manche. Seule compte la réussite du contrat.

Exemple : Si une équipe annonce 80, qu'elle fait 81 points et que l'équipe adverse fait 81 points, le contrat est considéré comme réussi. De même, si une équipe annonce 80, qu’elle réalise exactement 80 points et que l’équipe adverse fait 82 points (ou même 102 points avec la belote), le contrat est considéré comme réussi puisque les 80 points ont été faits. De même, si une équipe annonce 80, qu'elle réalise 60 points et possède la belote, le contrat est réussi. En revanche, si une équipe annonce 80 et qu'elle réalise 79 points (sans posséder la belote), le contrat est échoué.
- Si l’équipe chute, tous les points (plis et contrat) vont à l’adversaire. Les 20 points de belote vont aussi à l'adversaire (cette partie de la règle change très souvent selon la région et les joueurs).
- Une annonce de capot équivaut à 250 points. Un capot réussi rapporte donc 500 points à l’équipe preneuse, et un capot chuté rapporte 410 points à l’équipe adverse (250 points plus 160 points).
- Lors d’un contre, les points de l’équipe victorieuse sont doublés (que ce soit l’équipe preneuse ou l’équipe de défense).
- Lors d’un surcontre, les points de l’équipe victorieuse sont quadruplés (que ce soit l’équipe preneuse ou l’équipe de défense).

#### Décompte aux points annoncés
Dans ce cas de figure, seule une des deux équipes peut engranger des points à la fois. L'une des deux équipes peut donc terminer la partie avec 0 points (c'est le Fanny également utilisé en baby-foot ou en pétanque)
- L'équipe qui annonce doit réaliser au minimum son contrat. Dans ce cas, elle marque le nombre de points annoncés, même si elle en a réalisé plus.
- L'équipe qui défend doit essayer d'empêcher l'autre équipe de réaliser son contrat. Si elle réussit, elle marque le nombre de points annoncés par l'équipe adverse.

Exemples : si l'équipe A annonce 100 points et en réalise 150, elle en marque 100 ; si l'équipe A annonce 100 points et en réalise 98, l’équipe B marque 100 points.
- Un capot réalisé sur une annonce de capot met en jeu 250 points pour l'une ou l'autre des équipes. Un capot réalisé sur une autre annonce fait marquer le nombre de points annoncé par l'équipe qui attaque. Une annonce de capot contrée met donc en jeu 500 points, et en cas de surcontre la partie est bien souvent terminée (La limite de points qu'on utilise la plupart du temps est de 1000 points)
- Les 20 points de la belote ne servent qu'à aider l'équipe qui attaque à réaliser son contrat. Ils ne sont pas comptabilisés lorsqu'on marque les points dans le score total. L'équipe qui défend n'a donc aucun avantage à tirer d'avoir le roi et la dame d'atout.

Il faut se souvenir qu'il n'existe aucun modèle véritable ou légitime en matière de règles de jeu ou de décompte des points. En effet, à l'image de la plupart des jeux de cartes, chaque région, chaque ville et même chaque bar de village utilise ses propres règles et manières de jouer. Il existe autant de belotes qu'il y a de joueurs de belote.

### Enchères à la contrée
Étant donné qu'à la contrée les annonces ne comptent pas (à part la belote), il a été possible de mettre au point un système d'enchères codifiées standard permettant la recherche du capot,.
- enchère à 80 (ou 10 points de plus que l'adversaire si celui-ci a fait une annonce)

même avec un jeu extraordinaire on annonce 80 s'il nous manque le valet ou le neuf (on pourra reparler plus tard à un haut niveau mais le partenaire saura que le capot est impossible).
- réponse du partenaire sur 80 (ou 10 points de plus que l'adversaire si celui-ci a fait une annonce):
  - passe même avec trois as et deux dix s'il n'a pas le valet ou le neuf (recherchés par son partenaire) : le capot est en effet impossible à demander avec cet atout[N 9]. Par contre rien ne lui interdit d'annoncer une autre couleur ou de contrer l'adversaire. Il aura peut-être plus tard l'occasion de soutenir son partenaire.
  - 90 s'il a le neuf, (ou 10 points de plus que l'adversaire si celui-ci a fait une annonce)
  - 100 s'il a le valet, (ou 20 points de plus que l'adversaire si celui-ci a fait une annonce)
  - 110 s'il a le valet et le neuf (ou 30 points de plus que l'adversaire si celui-ci a fait une annonce)
  - Dans les 3 cas ci-dessus il doit même ajouter 10 points par as (à part l'as d'atout qu'on n'annonce jamais, n'étant pas maître à sa couleur) sauf en cas de valet sec ou de neuf sec (si le partenaire ne peut pas reparler il n'y a aucune chance de capot et un grand risque de perdre au moins un atout).
- l'adversaire a parlé en premier par exemple à 90 (ou le partenaire a parlé à une couleur qui ne nous convient pas) : dans ce cas une annonce de 100 à notre couleur indique l'absence du valet ou du neuf, (en effet si on a le valet et le neuf, de deux choses l'une : on a les moyens d'annoncer correctement son jeu en disant 110, sinon on passe).
- enchère à 90 (ou 20 points de plus que l'adversaire si celui-ci a fait une annonce, ou que le partenaire si la couleur qu'il a annoncée ne nous convient pas) : on a le valet et le neuf et on demande au partenaire d'annoncer 10 points par as (à part l'as d'atout) s'il a au moins un atout.
- enchère à 100 (ou 30 points de plus que l'adversaire si celui-ci a fait une annonce), ou que le partenaire si la couleur qu'il a annoncée ne nous convient pas) : on est maitre à l'atout et on demande au partenaire d'annoncer 10 points par as (même s'il n'a aucun atout).
- redemande de l'ouvreur

Dans le silence de l'équipe adverse, si l'ouvreur reparle à sa couleur, il confirme ainsi qu'il n'est pas loin de pouvoir annoncer le capot car il ne manque ni le valet, ni le neuf, ni aucun as : il demande donc à son partenaire d'annoncer 10 points par dix (sauf le dix d'atout qu'on n'annonce jamais). L'ouvreur annoncera le capot s'il peut compter 8 plis (par exemple 4 atouts, 3 as et un dix).
Si notre jeu est faible et que quoi qu'il arrive le capot est exclu, il est conseillé de sous-annoncer : par exemple dire seulement 80 (ou monter seulement de 10 sur l'annonce de l'adversaire) avec le valet et le neuf. En faisant ainsi, on évitera que le partenaire ne nous annonce ses as, ce qui risquerait de nous entrainer trop haut en cas de répartition défavorable des atouts.
Il existe toutefois une règle incluant toutes les annonces de la belote, afin de compléter le contrat choisi en début de partie.